# セトマナ・カタラナ
セトマナ・カタラナ・デ・シクリスモ（カタルーニャ語:Setmana Catalana de ciclismo、スペイン語:Semana Catalana de ciclismo）は、1963年から2005年まで開催されていた自転車競技ロードレースにおけるステージレースの名称。カタルーニャ州を舞台に例年3月頃開催されていた。
日本ではかつて、自転車競技マガジン（ベースボースマガジン刊）などの自転車競技関連雑誌において、カタロニア週間レース（Catalan Cycling Week）という名称がつけられていた。

## 概要
1994年まで4月から5月にかけて開催されていたブエルタ・ア・エスパーニャの前哨戦の意味合いがあった他、本格的に始まる春のロードレースシーズンを占う意味合いもあったことから、各国の著名選手が多数集結する、相対的にレベルの高いレースであったが、2005年に開始されたUCIプロツアーでは、当レースがプロツアー対象レースから外れてしまい、ワンランク下であるUCIヨーロッパツアー（2.HC）に組み込まれたことから、参加チーム数も激減。翌2006年以降の開催については財政的な問題も重なって困難となったことから休止（事実上廃止）されてしまった。
もっとも、下記に挙げる歴代優勝者の名前は錚々たる顔ぶれが多いばかりか、最後の優勝者の名前にアルベルト・コンタドールの名前も見られるが、このレースで総合優勝した後にトップクラスの選手への道を歩んでいったという、コンタドールにとって出世レースとなった。そのようにして考えると、休止されたのが非常に惜しいレースだといえよう。

## 歴代優勝者
| - 1963: ホセ・ペレス・フランセス スペイン - 1964: ホセ・ペレス・フランセス スペイン - 1965: ホセ・ルイス・タラミージョ スペイン - 1966: ホセ・ロペス・ロドリゲス スペイン - 1967: ドミンゴ・ペルレーナ スペイン - 1968: マリアーノ・ディアス スペイン - 1969: ルイス・オカーニャ スペイン - 1970: イターロ・ツィリオーリ イタリア - 1971: レイモン・プリドール フランス - 1972: ミゲル・マリーア・ラサ スペイン - 1973: ルイス・オカーニャ スペイン - 1974: ヨープ・ズートメルク オランダ - 1975: エディ・メルクス ベルギー - 1976: エディ・メルクス ベルギー - 1977: フレディ・マルテンス ベルギー - 1978: エンリケ・シーマ スペイン - 1979: クロード・クリケリオン ベルギー - 1980: 中止 - 1981: スヴァンアケ・ニルソン スウェーデン - 1982: ヨスタイン・ウィルマン ノルウェー - 1983: アルベルト・フェルナンデス スペイン - 1984: フィル・アンダーソン オーストラリア | - 1985: ホセ・レシオ スペイン - 1986: フェリーペ・ヤニェス スペイン - 1987: ビセンテ・ベルダ スペイン - 1988: ショーン・ケリー アイルランド - 1989: ライムント・ディーツェン ドイツ - 1990: イニャーキ・ガストン スペイン - 1991: ステファン・ロッシュ アイルランド - 1992: アレックス・ツェーレ スイス - 1993: ペドロ・デルガド スペイン - 1994: ステファノ・デッラ・サンタ イタリア - 1995: フランチェスコ・フラッティーニ イタリア - 1996: アレックス・ツェーレ スイス - 1997: フアン・カルロス・ドミンゲス スペイン - 1998: マイケル・ボーヘルト オランダ - 1999: ローラン・ジャラベール フランス - 2000: ローラン・ジャラベール フランス - 2001: マイケル・ボーヘルト オランダ - 2002: フアン・ミゲル・メルカード スペイン - 2003: ダリオ・フリーゴ イタリア - 2004: ホアキン・ロドリゲス スペイン - 2005: アルベルト・コンタドール スペイン |